# Bernard Schoeller
Bernard Schoeller est un architecte français, né le 4 novembre 1929 à Vieux-Condé et mort le 5 avril 2020 à Bry-sur-Marne, connu pour l’invention des piscines Tournesol.

## Biographie
Bernard Schœller étudie à l’école nationale des Beaux-Arts de Paris.
Associé à l’agence d’architecture des frères Xavier et Luc Arsène-Henry, avec lesquels il construit des milliers de logements sociaux, et la tour Aquitaine en 1964, troisième tour du quartier d’affaires de La Défense à Courbevoie. Il s’installe à son compte au début des années 1970.
Il laisse son nom sur d’autres constructions telles que la direction de l’administration pénitentiaire, à Fresnes réalisée en 1993.
En 1969, en vue d'apporter une aide aux communes pour favoriser l'apprentissage de la natation, le secrétariat d'État chargé de la Jeunesse, des Sports et des Loisirs lance l’opération « 1 000 piscines ». Bernard Schoeller remporte le concours pour son projet de piscines « Tournesol ».
Bernard Schœller meurt à 90 ans le 5 avril 2020 à Bry-sur-Marne,
Bernard Schoeller est le père de l'architecte Frédéric Schoeller, du compositeur Philippe Schoeller et du réalisateur Pierre Schoeller. 

### Piscines «Tournesol»

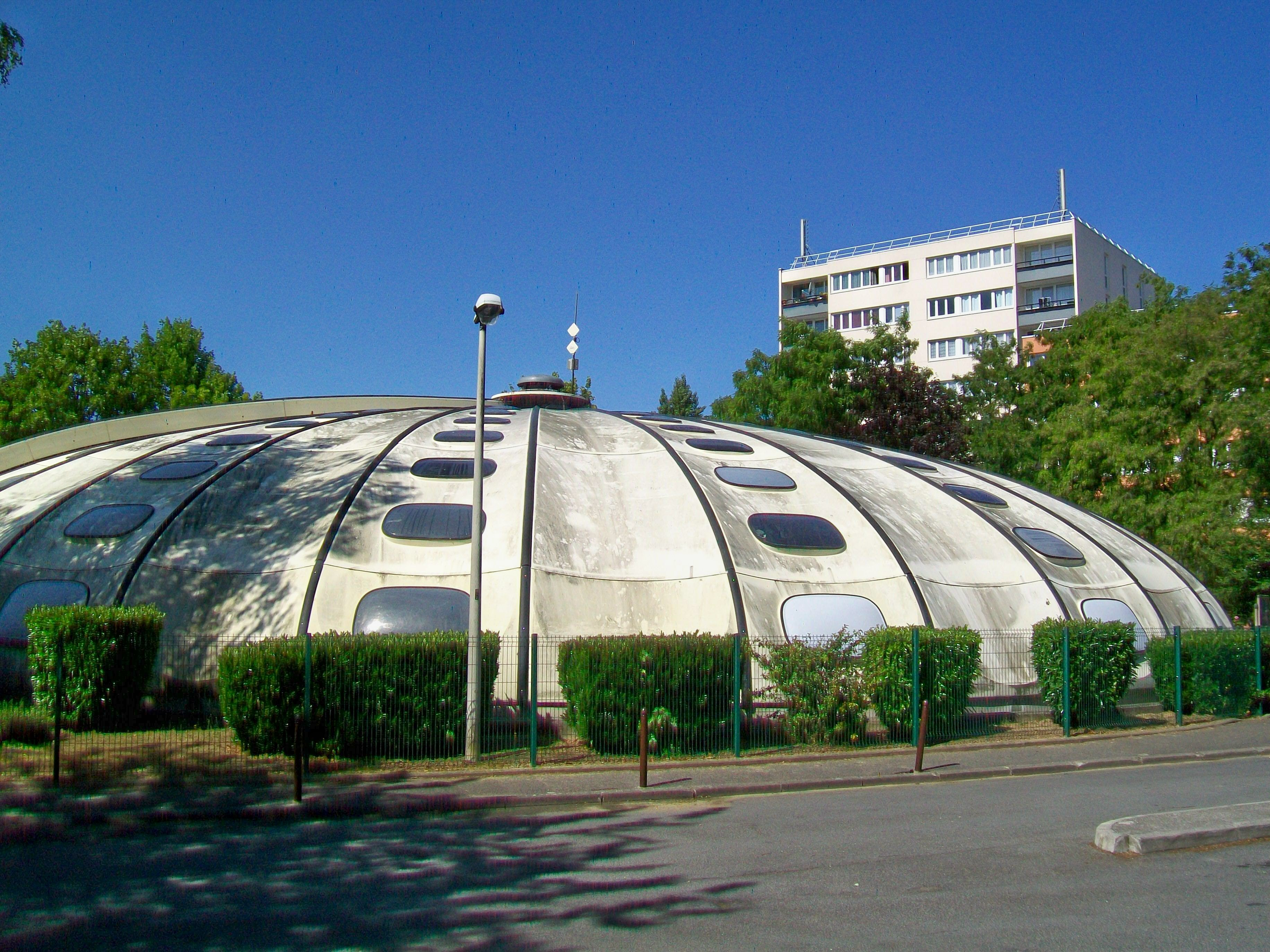
La piscine Tournesol de Fosses (Val-d'Oise).

Assisté de l'ingénieur Thémis Constantinidis pour la structure, Bernard Schœller construit 183 piscines dans les années 1970 et 1980.
Toutes les piscines Tournesol ont été construites en France, hormis celles de Larochette et de Berdorf, au Luxembourg.
Ces piscines sont « un des exemples les plus aboutis de l'industrialisation des complexes sportifs et de loisirs dans la France des années 1970. »
Leur construction a permis la démocratisation de la pratique et de l'apprentissage de la natation. Des champions de natation comme Alain Bernard, Laure et Florent Manaudou ont appris à nager dans ces piscines.

## Publications
- Architectes Urbanistes. Les Frères Arsène-Henry, Jean-Claude Dubost, Bernard Schoeller, Vincent Faÿ, François Ambroselli, Service Européen des Relations Commerciales et Administratives, Paris/ Bruxelles, 1971.
- Bernard Schoeller et Secrétariat d'État à la Jeunesse et aux Sports, Projet Tournesol : Opération 1000 piscines, dossier technique de présentation, Paris, R. Lacer, 1972, 31 p. (OCLC 1505704, BNF 35900611, LCCN 75503940)